# 미레유 다르크
미레유 다르크(Mireille Darc, 1938년 5월 15일 ~ 2017년 8월 28일)는 프랑스의 모델, 배우이다. 대표작은 장뤼크 고다르 감독 영화 《주말》이다. 배우 알랭 들롱과 15년 간 교제하기도 했다.

## 출연 작품
- 형사 이야기 (1981)
- 필립의 야망 (1977)
- 스파이 오퍼레이션 2 (1974)
- 웨어 데얼스 스모크 (1973)
- 스파이 오퍼레이션 (1972)
- 볼사리노 (1970)
- 주말 (1967)
- 파리 특급 지령 (1966)
- 하이 라이퍼스 (1965)
- 남자를 좇는 여인 (1964)